# هيلين أسكوبادو
هيلين أسكوبادو (بالإسبانية: Helen Escobedo)‏ هي رسامة مكسيكية، ولدت في 28 يوليو 1934 في مدينة مكسيكو في المكسيك، وتوفي بنفس المكان في 16 سبتمبر 2010.